# Mansoor Siddiqi
Mansoor Siddiqi (født 10. april 1968 i Karachi) er en dansk racerunner og IT-chef.
Sammen med Connie Hansen opfandt han i 1991 parasportdisciplinen racerunning. Den blev 1. januar 2018 af den Internationale Paralympiske Komité anerkendt som officiel parasportsdisciplin.

## Udmærkelser
- Kulturministerens Parasportspris (2017)[2]